# Fife Ness
Fife Ness är en udde i Storbritannien.   Den ligger i kommunen Fife och riksdelen Skottland, i den norra delen av landet, 600 km norr om huvudstaden London.
Terrängen inåt land är platt. Havet är nära Fife Ness åt nordost.  Närmaste större samhälle är St Andrews, 13,7 km nordväst om Fife Ness. 